# Казе Нуове Клоти (Торино)
Казе Нуове Клоти је насеље у Италији у округу Торино, региону Пијемонт.
Према процени из 2011. у насељу је живело 1 становника. Насеље се налази на надморској висини од 929 м.